# Pleurothallis quaternaria
Pleurothallis quaternaria är en orkidéart som beskrevs av Carlyle August Luer. Pleurothallis quaternaria ingår i släktet Pleurothallis och familjen orkidéer. Inga underarter finns listade i Catalogue of Life.